# Crkveno graditeljstvo
Crkveno graditeljstvo ili crkvena arhitektura označava arhitekturu kršćanskih crkava. U sebi spaja širok raspon vjerskih i svjetovnih umjetničkih stilova koji su utjecali na razvoj izgleda i konstrukcije crkvenih zgrada od postanka kršćanstva do danas.

## Ranokršćanstvo
Crkva je građevina za obavljanje kršćanskih obreda. Najstariji tip je bazilika, po uzoru na rimske. Počele su se graditi u IV. st. Imale su najčešće tri broda odijeljena stupovima, te galeriju, apsidu i ulazni dio (atrij). Između apside i uzdužnih brodova je poprečni brod (transept) i crkva dobiva oblik tzv. latinskoga križa. Najpoznatije ranokršćanske bazilike su Sveti Ivan na Lateranu, Sveti Pavao izvan zidina i Sveta Marija Velika u Rimu, San Apollinare in classe u Ravenni i Eufrazijeva bazilika u Poreču. Na Istoku (Sirija) pojavljuju se tornjevi. Grade se otpočetka spomen-crkve nad grobovima mučenika i na svetim mjestima. U VI. st. u bizantskoj arhitekturi prevladava tip kružne građevine s kupolom (Sveta Mudrost u Carigradu).

## Predromanika
Kao stilsko razdoblje u zapadnoeuropskoj umjetnosti od ranoga srednjeg vijeka do XI. st. pojavila se je predromanika, koja spaja antiku i rano kršćanstvo s novonastalim prilikama nakon propasti Rimskog Carstva i stupanja na europsku pozornicu novih, dotad barbarskih naroda. Njezina ostvarenja su vidljiva u Aachenu, Oviedu, Reimsu, Zadru (Sveti Donat), Ninu (Sveti križ)... 

## Romanika
Oko godine 1000. nastupa romanika koja traje do oko 1250., i širi se cijelom Europom posredstvom benediktinaca. Crkve zadržavaju oblik latinskoga križa, zidovi su masivni, a glavna su obilježja jednostavnost i logičnost konstrukcije te bogata vodoravna raščlanjenost. Znamenita ostvarenja su u Clunyju, Vezélayu, Arlesu, Autunu, Poitiersu, Wormsu, Bambergu, Modeni, Milanu, Lucci, Pisi, Zadru, Splitu, Rabu...

## Gotika
U XIII. st. u Francuskoj se razvija gotika, nov stil s novim načinom gradnje, osebujnim šiljastim lukovima i izduljenim svodovima. Povećava se broj brodova i apsida, javljaju se stupovi i lukovi (kontrafori) te veliki prozori s vitrajima. Najznamenitija ostvarenja su u Strasbourgu, Chartresu, Beauvaisu, Parizu, Kölnu, Trieru, Nürnbergu, Sieni, Asizu, Firenci, Toledu, Barceloni, Canterburyju, Salisburyju, Bruggeu, Gentu, Antwerpenu, Lepoglavi, Trogiru...

## Renesansa
Potkraj XIV. st. razvija se u Italiji renesansa, koja se oslanja na antičke uzore (polukružne lukove, stupove s kapitelima, kanelirane pilastre itd.). Najizrazitiji primjer je bazilika sv. Petra u Rimu. Prvi put se javno ističu arhitekti, a najpoznatiji su bili Filippo Brunelleschi, Alberti, Lucijan Vranjanin, Michelangelo, Jacopo Sansovino, Andrea Palladio, Juraj Dalmatinac, Philibert Delorme...

## Barok i rokoko
U XVI. st. renesansa prelazi u barok, koji traje do XVIII. st. i poklapa se protureformacijom. Ističe se raskoš i bogatstvo, ujedinjuje se arhitektura, kiparstvo i slikarstvo. Odrednice su bogatstvo dekoracija, bujnost i nemir u prikazima te naglašena plastičnost. Glavni arhitekti su Bernini, Francesco Borromini, Giacomo da Vignola, Jules Hardouin-Mansart, Charles Lebrun, Jakob Prandtauer, Balthasar Neumann... U Hrvatskoj je najviše prisutan u Dubrovniku, Varaždinu i Zagrebu. Stil koji slijedi u završnoj fazi baroka naziva se rokoko.

## Klasicizam, eklekticizam stilova i moderna
Poslije klasicizma, koji se ogleda u jednostavnosti klasičnih grčkih i rimskih oblika i motiva, a traje od otprilike sredine XVIII. st. do prve četvrtine XIX., prevladava vraćanje na staro – neoromanika, neogotika i neorenesansa, dakle naglašeni historicizam. Tek u XX. st. prestaje taj eklekticizam i nastaje moderna arhitektura, sa slobodnim i maštovitim oblicima. Primjer su Le Corbusierova Hodočasnička crkva u Ronchampu, Kovačićeva crkva sv. Blaža u Zagrebu te crkva sv. Jurja u Đurđevcu.

## Postmoderna
Stil druge polovice XX. st i početka XXI. st. diskretno evocira neoklasicizam. Glavna odlika je postmoderna jednostavnost, ogoljenost i siromaštvo oblika. Koriste se novi materijali: čelik, staklo, beton. Primjer su Katedrala Marije Majke Crkve u Mostaru, sagrađena 1980.; konkatedrala u Splitu, sagrađena 1984., župna crkva Presvetoga Srca Isusova i Prečistoga Srca Marijina na Mliništu (župa Vidonje, Splitsko-makarska nadbiskupija), sagrađena 1975., samostan i crkva Blaženog Augustina Kažotića na Volovčici u Zagrebu.

## Poveznica
- crkvena arhitektura u Hrvatskoj
- crkveni namještaj
- crkvena glazba
- bogoslužje
- kršćanska umjetnost
- kršćanska glazba